# Semenivka, Lîseanka
Semenivka (în ucraineană Семенівка) este o comună în raionul Lîseanka, regiunea Cerkasî, Ucraina, formată numai din satul de reședință.

## Demografie
Componența lingvistică a comunei Semenivka
     Ucraineană (98,54%)
     Rusă (1,46%)
Conform recensământului din 2001, majoritatea populației comunei Semenivka era vorbitoare de ucraineană (98,54%), existând în minoritate și vorbitori de rusă (1,46%).